# Александър Петков
Професор Александър Петков е виден български хидролог.
Роден в на 12 април 1912 година в село Митровци, Фердинандско. Завършва строително инженерство в Словашкото висше техническо училище в Братислава.
Работи в областта на хидрологията като научен сътрудник (1954 – 1961), старши научен сътрудник, ръководител на секция „Хидрология“ в Научноизследователския институт по хидрология и метеорология.
Член на Националната комисия на НРБ за ЮНЕСКО от 1969 г.